# François Constans-Tournier
Pour les articles homonymes, voir Constans et Tournier.
François Marie Constans-Tournier est un homme politique français né le 14 décembre 1783 à Montauban (Tarn-et-Garonne) et décédé le 6 février 1865 à Montauban.

## Biographie
Avocat à Montauban, il est substitut, mais est révoqué pour ses idées libérales. Conseiller général, conseiller municipal de Montauban, il est commissaire du gouvernement en février 1848 et député de Tarn-et-Garonne de 1849 à 1851, siégeant à gauche.

## Sources
- « François Constans-Tournier », dans Adolphe Robert et Gaston Cougny, Dictionnaire des parlementaires français, Edgar Bourloton, 1889-1891 [détail de l’édition]